# Guillermo de Santonge
Guillermo de Santonge (Saintonge, ? - Pamplona, 22 de agosto de 1219) fue un eclesiástico francés, obispo de Pamplona desde 1216 hasta su muerte.
Su episcopado estuvo marcado por las tensas relaciones con el rey Sancho VII, que llegaron al punto de que el obispo excomulgó al monarca y puso en entredicho todo el reino. Los orígenes de estas desavenencias no están claros: algunos autores apuntan que fueron motivadas por la negativa del monarca a devolver a la iglesia los castillos de Monjardín y Huarte, que le habían sido cedidos varios años antes por el obispo Juan de Tarazona sin el consentimiento de los canónigos de Pamplona; otros sugieren que el motivo de la discordia fue la pretensión del rey de que los territorios conquistados a los sarracenos estuvieran exentos del pago de los impuestos eclesiásticos.
Algunos autores lo mencionan como prior de Santa María de Tudela, confundiéndolo con otro religioso contemporáneo del mismo nombre.
| Predecesor: Espárago de la Barca | Obispo de Pamplona 1216 - 1219 | Sucesor: Remiro de Navarra |